# Distretto di Gazipaşa
Il distretto di Gazipaşa (in turco Gazipaşa ilçesi) è uno dei distretti della provincia di Adalia, in Turchia.